# Advogados sem Fronteiras
Advogados sem Fronteiras (em francês: Avocats sans frontières), também conhecido pela sigla ASF, é um movimento internacional de advogados e juristas composta por seções locais autônomas com atuação internacional e presentes em diversos países. As seções locais da ASF se caracterizam como organizações não-governamentais sem fins lucrativos.
O movimento começou na Bélgica em 1992. Seus membros já atuaram em diferentes Tribunais Internacionais, tendo sido a participação no Tribunal Penal Internacional da ONU para o genocídio de Ruanda, em 1994, a primeira grande atividade da organização. 
Ações de defesa de operadores do direito em situação de risco e ameaça, de formação jurídica e na área dos direitos humanos, bem como de consultoria jurídica e legislativa em todos os continentes, a luta contra a impunidade, o litígio estratégico de casos emblemáticos, têm sido algumas das atividades desempenhadas pelas organizações ASF para a consecução dos seus objetivos, que podem ser resumidos na "promoção do acesso à justiça e dos direitos humanos para a construção de uma sociedade na qual o direito e suas instituições estejam a serviço dos mais vulneráveis". 
A partir de 2009, iniciaram-se as atividades compartilhadas e coordenadas entre as ONGs Advogados sem Fronteiras que aderiram à Rede ASF (Réseau Avocats Sans Frontières - Lawyers Without Borders Network), no seu lançamento, ocorrido na cidade de Paris em novembro daquele ano.
Compõem a Rede as seguintes organizações: ASF-Brasil, ASF-Camarões, ASF-França, ASF-Guiné (Conakry), ASF-Holanda, ASF-Itália, ASF-Mali, ASF-Mauritânia, ASF-Suécia e ASF-Suíça. São ainda organizações "Avocats Sans Frontières" ASF Bélgica, a fundadora do movimento, com sede em Bruxelas, e ASF Canadá.
Através das organizações locais, a Rede ASF - Avocats Sans Frontières possui estatuto consultivo  junto ao Conselho Econômico e Social da Organização das Nações Unidas e já recebeu diversos prêmios internacionais nas respectivas áreas de atuação.

## ASF em língua portuguesa e latino-americana
A seção brasileira, representante na América Latina e países de língua portuguesa e fundadora da Rede ASF, foi estabelecida concomitantemente com o processo de lançamento da Rede pelo advogado ítalo-brasileiro Jean Carbonera, que já contava anos de experiência na cooperação internacional para o desenvolvimento entre Europa, África e América, em conjunto com advogados e juristas originários de diversas localidades. 
Denominada Advogados Sem Fronteiras - ASF-Brasil, está sediada no Rio Grande do Sul, na cidade de Caxias do Sul.
Outras ASFs desenvolvem ou já desenvolveram atividades na América Latina e em países de língua portuguesa. São exemplos a seção belga no Timor-Leste, as seções canadense e francesa na Colômbia e a seção holandesa no Suriname.